# 哈米斯旅
哈米斯旅，全名為利比亞陸軍第三十二旅。是原利比亞陸軍的一支特種部隊，以指揮官利比亞革命精神領袖格達費兒子哈米斯·格達費之名命名成立，是利比亞裝備最好、訓練最有素的菁英部隊，在媒體使用上可能是指為由哈米斯·格達費所指揮的多個不同來源部隊，或泛指忠於格達費的軍隊。

## 背景
利比亞地區自古以來部落意識濃厚，人民普遍對部族較有歸屬感，正規軍成員多忠於所屬部落領袖，卡扎菲所屬的卡達法部族（Qaddadfa）總人口僅有五，六萬人，在利比亞算是較小的部族，1969年利比亞發生革命前夕，軍方已有多組人馬醞釀政變，卡扎菲格陣營以中下級軍官為主，未獲得軍方一致性的支持，特別是高階軍官，1970年革命未滿一年即發生失敗的軍事政變，卡扎菲至始不信任軍方，從上台以來發生數次流產軍事政變，其中以1993年最大部族瓦法拉(War-fallah)出身的軍官政變最為嚴重，面迎政變所帶來的可能軍事衝突，卡扎菲需要對其家族更忠誠的私人武裝力量，以所屬和結盟部族與外籍傭兵為主的特種部隊是哈米斯旅成立的背景。
利比亞裝備最好、訓練最佳的第32旅——哈米斯旅。指揮官是格達費最小的兒子，畢業於利比亞的軍事院校後在俄羅斯伏龍芝軍事學院受訓的哈米斯指揮。哈米斯旅也被許多媒體形容成格達費家族的御親軍，核心幹部為格達費的兒子和最親密的盟友，以直接聽命格達費於而聞名，能堅決執行卡扎菲的命令，“哈米斯旅”也屬於革命警衛隊（利比亞的祕密警察）。
部分外籍傭軍為格達費所扶持的外國叛軍團體戰士，擔心唇亡齒寒效應，發生2011年利比亞起義後進入利比亞，加入哈米斯旅。

## 組成與裝備
哈米斯旅成員包括利比亞本國人，和外籍僱傭軍，大部分來自非洲，以鄰近的蘇丹、乍得最多，部分外籍傭兵使用法語，可能來自突尼西亞或撒哈拉以南非洲國家，部分外籍傭軍成員來自格達費所扶持的外國叛軍，據有豐富的實戰經驗，利比亞籍成員大都來自格達費所屬的卡達法部族（Qaddadfa）和與格達費政權結盟的位於利比亞西部沙漠遊牧民族Meqarha部族。這支軍隊大約有一萬二千人，官兵待遇優於其他政府部隊。裝備有俄羅斯製造的主戰坦克T-72蘇聯製 Su-22攻擊機（Su-17外銷版），飛毛腿導彈和中國製造的63式107毫米火箭炮等大型武器，在2006年與美國復交後，裝備美國通用動力公司所製造的精密軍用通訊系統，哈米斯旅成員都是在政治背景經過嚴格挑選並經嚴格訓練，接受對格達費絕對忠誠的思想教育，對利比亞革命精神領袖卡扎菲家族絕對忠誠。与利比亚其它部隊相比，哈米斯旅除了有更先進的武器外，特殊待遇也是士氣高漲的原因，也因成員多外籍僱傭兵，無需考慮部族關係，執行對國內鎮壓任務時能較無顧忌，被稱為格達費手中的最後王牌。
哈米斯旅部分成員，長年前往多個卡扎菲所扶持的外國政權或叛軍團體，提供軍事顧問與直接參予武裝衝突，實戰經驗豐富，2011年利比亚起义後，大部分被招喚回國。

## 任務與事蹟
2011年2月，哈米斯旅於利比亞第二大城班加西執行堅決鎮壓，動用武裝直升機與武裝民兵，朝營帳發射催淚瓦斯，進行強勢掃蕩，驅趕群眾並淨空了現場，在該地造成極大傷亡。
2011年3月5日哈米斯旅對離首都的黎波里僅五十公里的石油重鎮札維亞發動猛攻，叛軍也反擊，雙方交戰六小時後，已奪回濱地中海石化工業港拉斯拉努夫的煉油廠。
2011年3月7日由格達費的兒子哈米斯率領的哈米斯旅，上午用迫擊砲、重機槍、坦克和防空武器，從札威亞西側發動攻勢，入夜時也在城東打開陣線。利比亞國家電視台宣稱政府軍已收復扎维耶。
2011年3月9日，指揮官哈米斯‧格達費指揮的哈米斯旅擊潰叛軍，進駐扎维耶，叛軍東逃，政府軍控制札威亞與周邊大部分地區。
2011年3月13日，叛軍領袖穆罕默德向媒體宣稱哈米斯旅有32名成員叛變，其中一人是高級軍官，變節士兵協助叛軍防守米蘇拉塔，延長哈米斯旅對米蘇拉塔進攻的速度，不久前，哈米斯旅曾攻打米蘇拉塔，但是失敗。
2011年3月16日，格達費之子哈米斯親自指揮的第32旅已經抵達卜雷加，準備進攻艾季達比亞，反叛軍領袖尤尼斯將軍向媒體表示：艾季達比亞的戰略重要性無可替代並不止於石油工業，兩條重要的戰略道路在艾季達比亞交匯，分別通往班加西和哈拉沙漠東部的圖卜魯格，若這條道路中斷，班加西與埃及的補給線將會中斷。
反叛軍陣營近日也改變了戰術，不再以傳統正規軍方法作戰，而是化整為零，以約三千名叛變的前政府正規軍為核心，摸黑突襲卜雷加港等地，並打死了二十餘名精銳的哈米斯旅成員，收復部分失地和油田設施。

## 軼聞
在班加西，一名二十五歲被叛軍擄獲的哈米斯旅狙擊手表示，在哈米斯旅被要求對格達費絕對忠誠，他也不願意向叛軍投降。
卡扎菲所屬的卡達法部族（Qaddadfa）起源，亦是阿拉伯帝國時代從葉門招募的傭兵與當地柏柏爾人通婚之後代。
據媒體報導，利比亞記者告訴英國媒體，在哈米斯旅服役的部分雇傭兵日薪據稱超過500美元，負責招募僱傭兵的，是格達費之子，曾在義大利當過職業足球員的兒子薩阿迪·格達費。
據「詹氏資訊集團」中東專家哈特威爾的看法，哈米斯旅的精銳只是相對於利比亞其他正規軍部隊，與西方國家的特種部隊之水準比較，仍有很大的差距。
據媒體報導，在利比亞南部的卡扎菲家鄉附近，建有設備完善的特別城鎮，專門收容退役的外籍雇傭兵。